# Gilles Joseph Martin Bruneteau
Gilles Joseph Martin Bruneteau (Poivres, 7 marzo 1760 – Parigi, 26 agosto 1830) è stato un generale e politico francese.

## Biografia

### La carriera militare
Proveniente da una famiglia della piccola nobiltà della regione dello Champagne, era figlio del visconte Louis Gilles de Bruneteau de Sainte Suzanne e di sua moglie, Françoise de La Mothe d'Haucourt. Dei suoi fratelli, Alexandre François fu prefetto e barone dell'impero, Pierre Antoine fu colonnello del 9º reggimento cacciatori a cavallo e Jean-Chrysostôme fu generale napoleonico.
Sottotenente dei paggi della contessa di Provenza, divenne primo luogotenente nel Régiment d'Anjou-Infanterie nel 1779. Allo scoppio della Rivoluzione francese, ne adottò i principi, fu promosso capitano di granatieri, e combatté distinguendosi nello scontro di Magonza. Venne quindi inviato in Vandea dove combatté la battaglia di Cholet.
Si distinse nelle armate del Reno e della Mosella. Quando il generale Desaix attraversò il Reno, Sainte-Suzanne si fiondò contro gli austriaci che stavano arrivando sul posto dall'Alto Reno, marciando su Simmern, Urloffen e Wischlingen, città che riuscì a conquistare facendo cento prigionieri. Nella battaglia che si svolse sul Renchen fu incaricato di contenere gli austriaci che minacciavano l'ala sinistra dell'esercito francese, missione che svolse con tanto vigore quanto successo. Ricevette da Desaix l'ordine di impadronirsi di alcune posizioni che si trovavano nelle mani dei nemici e che erano ritenute inespugnabili. Avanzò quindi verso il villaggio di Oos dove incontrò una certa resistenza e costrinse il nemico a ritirarsi.
Nella battaglia di Ettlingen combattuta il 21 luglio 1796, fu lui che, alla testa della sua fanteria e di alcuni reggimenti di cavalleria, sbucò improvvisamente dalla boscaglia piombando sul nemico, ma il generale Delmas, incaricato di sostenerlo, prese una direzione sbagliata e per alcuni istanti compromise l'azione delle truppe di Sainte-Suzanne. Fu promosso generale di brigata il 18 ottobre 1795.
Il 2 agosto 1796, diede ancora prova del proprio coraggio nella battaglia di Alen. Guadagnatosi la stima particolare del generale Moreau, venne nominato generale di divisione. Nell'anno V, gli fu affidato il comando della 5ª divisione militare di stanza a Strasburgo. Dopo aver ricevuto l'incarico di difendere la testa di ponte di Kehl, fu richiamato il 23 luglio 1797 a Parigi presso l'ufficio topografico del ministero della guerra, dove si distinse per l'ampiezza delle sue conoscenze. Nell'anno VII, il governo gli offrì il comando provvisorio dell'Armata d'Italia, incarico che però il generale Sainte-Suzanne rifiutò, ottenendo l'anno successivo il comando dell'Armata del Danubio, sottoposto agli ordini del generale Moreau, dove ottenne il comando di 16.000 uomini.
Il 5 floreale dell'anno VIII ottenne quindi l'incarico di attraversare il Reno di fronte a Kehl e di attaccare impetuosamente gli austriaci sul Kintzig, uccidendo un totale di 1200 nemici e costringendo i restanti a ripiegare su Offenburg. Si diresse quindi verso Ulma per ottemperare agli ordini di Moreau e, attaccato la mattina del 26, capì che aveva un solo modo per impedire al nemico di oltrepassare la sua linea, era di stringere le sue ali, abbandonando temporaneamente il fianco sinistro del Danubio.
Il generale Sainte-Suzanne, incaricato di organizzare il corpo di riserva che si sta formando a Magonza, ricevette l'ordine di mettersi alla testa di questo stesso corpo d'armata, attraversa il Nidda, il Meno vicino a Francoforte, e sconfiggere nuovamente il nemico a Neu-Wissembourg e ad Hanau.

### La carriera parlamentare
Richiamato nuovamente all'ufficio topografico del ministero della guerra dal 23 luglio 1797, il 1° floreale dell'anno X Napoleone lo nominò senatore ed il 14 giugno 1804 venne nominato grand'ufficiale della Legion d'onore. Nel 1805 si portò con una commissione del senato a Linz, in Austria, per complimentarsi col Bonaparte per le recenti vittorie sugli austriaci. Nel 1807 Napoleone gli conferì il comando della 2ª legione di riserva. Nominato ispettore delle coste di Boulogne, Ostenda e dell'Olanda nel 1809, adottò tutte le misure necessarie riportarle ad uno stato difensivo accettabile. Fu lui quindi ad annunciare al ministro della guerra francese l'arrivo di una flotta inglese davanti a Flessinga (Spedizione Walcheren), dichiarando di essere disposto a rimanere al suo posto nonostante le sue precarie condizioni di salute. Fu come ricompensa per la sua condotta in queste difficili circostanze che venne nominato conte dell'Impero francese il 10 marzo 1808.
Nel 1814, con la Restaurazione borbonica, venne nominato pari di Francia, cavaliere dell'ordine di San Luigi e comandante della piazzaforte di Landau nel 1815, ottenendo il 31 agosto la lettera di conferma del titolo di conte da parte di Luigi XVIII. Durante il processo al maresciallo Ney, assieme ad altri quattro colleghi si astenne dalla sua condanna. Durante i Cento Giorni si mantenne lontano dalla vita pubblica.
Nel 1819 diede alle stampe un'opera sulle roccaforti che ottenne il plauso del generale Lamarque e del maresciallo Saint-Cyr.
Nel 1830, nonostante fosse gravemente malato, si fece trasportare a Parigi per dare il suo sostegno al "ritorno della bandiera tricolore". Morì a Parigi il 26 agosto di quello stesso anno. Venne sepolto assieme alla moglie nella tomba di famiglia nel vecchio cimitero di Hangenbieten (Basso Reno), contro il lato sud della navata della chiesa parrocchiale.

## Matrimonio e figli
Il 9 ottobre 1798 si sposò con Dorothée Catherine Zorn de Bulach († 8 giugno 1807), dalla quale ebbe i seguenti figli:
- Joseph Auguste Francois (18 aprile 1800 - 18 ottobre 1855), proprietario terriero, conte e pari di Francia, ammesso a sedere alla Camera dei Pari il 23 settembre 1830 per diritto ereditario in sostituzione del padre defunto; si dimise il 9 gennaio 1832 senza più prendere parte alla vita politica; sposò il 5 febbraio 1822 Anne Marie Thérèse Virginie de Chamorin (1800 - 1882); ebbe discendenza.
- Sophie Costance (1800 - 28 novembre 1879), sposò nel 1820 il nobile Alexandre Nicolas Joseph Hennequin de Willermont (1796-1850)
- Philippe (10 novembre 1803-?), sposò il 15 aprile 1826 la nobildonna Charlotte Thérèse Henriette de Lacour († 1879); ebbe discendenza
- Ferdinand (24 maggio 1807-?).

## Araldica
|  |

|  |